# العلاقات الأوكرانية الطاجيكية
العلاقات الأوكرانية الطاجيكستانية هي العلاقات الثنائية التي تجمع بين أوكرانيا وطاجيكستان.

## مقارنة بين البلدين
هذه مقارنة عامة ومرجعية للدولتين:
| وجه المقارنة                                              | أوكرانيا                                   | طاجيكستان                          |
| --------------------------------------------------------- | ------------------------------------------ | ---------------------------------- |
| المساحة (كم2)                                             | 603.63 ألف                                 | 143.10 ألف                         |
| عدد السكان (نسمة)                                         | 45.55 مليون                                | 8.92 مليون                         |
| الكثافة السكانية (ن./كم²)                                 | 75.46                                      | 62.33                              |
| العاصمة                                                   | كييف                                       | دوشنبه                             |
| اللغة الرسمية                                             | اللغة الأوكرانية                           | اللغة الطاجيكية                    |
| العملة                                                    | هريفنا أوكرانية، كاربوفانيتس، روبل سوفييتي | ساماني طاجيكي، الروبل الطاجيكستاني |
| الناتج المحلي الإجمالي (بليون دولار)                      | 112.15 مليار                               | 7.15 مليار                         |
| الناتج المحلي الإجمالي (تعادل القوة الشرائية) بليون دولار | 352.98 مليار                               | 24.03 مليار                        |
| الناتج المحلي الإجمالي الاسمي للفرد دولار أمريكي          | 2.11 ألف                                   | 925                                |
| الناتج المحلي الإجمالي للفرد دولار أمريكي                 | 8.66 ألف                                   | 2.69 ألف                           |
| مؤشر التنمية البشرية                                      | 0.747                                      | 0.624                              |
| رمز المكالمات الدولي                                      | +380                                       | +992                               |
| رمز الإنترنت                                              | .ua، .укр ‏                                 | .tj                                |
| المنطقة الزمنية                                           | ت ع م+02:00، ت ع م+03:00، توقيت شرق أوروبا | ت ع م+05:00                        |

## منظمات دولية مشتركة
يشترك البلدان في عضوية مجموعة من المنظمات الدولية، منها:
| علم المنظمة | اسم المنظمة                        | تاريخ انضمام أوكرانيا | تاريخ انضمام طاجيكستان |
| ----------- | ---------------------------------- | --------------------- | ---------------------- |
|             | مؤسسة التنمية الدولية              | 27 مايو 2004          | 4 يونيو 1993           |
|             | منظمة الأمن والتعاون في أوروبا     | 30 يناير 1992         | 30 يناير 1992          |
|             | مؤسسة التمويل الدولية              | 18 أكتوبر 1993        | 2 ديسمبر 1994          |
|             | منظمة حظر الأسلحة الكيميائية       | ?                     | ?                      |
|             | الأمم المتحدة                      | 24 أكتوبر 1945        | 2 مارس 1992            |
|             | الاتحاد الدولي للاتصالات           | 7 مايو 1947           | 28 أبريل 1994          |
|             | منظمة الشرطة الجنائية الدولية      | ?                     | ?                      |
|             | البنك الدولي للإنشاء والتعمير      | 3 سبتمبر 1992         | 4 يونيو 1993           |
|             | الاتحاد البريدي العالمي            | ?                     | ?                      |
|             | وكالة ضمان الاستثمار متعدد الأطراف | 19 يوليو 1994         | 9 ديسمبر 2002          |
|             | يونسكو                             | 12 مايو 1954          | 6 أبريل 1993           |
|             | الفريق المعني برصد الأرض           | ?                     | ?                      |

## وصلات خارجية
- موقع وزارة الخارجية الأوكرانية